# Henri Pitot
Henri Poitot (n. 3 mai 1695, Aramon, Languedoc-Roussillon, Franța – d. 27 decembrie 1771, Aramon, Languedoc-Roussillon, Franța) a fost un inventator și inginer francez. 
S-a născut în Aramon, Franța, pe 3 mai 1695. A obținut numeroase realizări în diferite domenii (geometrie, astronomie, mecanica fluidelor etc.). Este inventatorul tubului Pitot. În 1724 a devenit membru al Academiei Franceze de Științe.